# Dinopsyllus tsaratananae
Dinopsyllus tsaratananae är en loppart som beskrevs av Klein 1968. Dinopsyllus tsaratananae ingår i släktet Dinopsyllus och familjen mullvadsloppor. Inga underarter finns listade i Catalogue of Life.